# Maláj nyelv
A maláj nyelv (malájul: Bahasa Melayu, arabul: بهاس ملايو) egy természetes nyelv, az ausztronéz, azon belül a maláj-polinéz nyelvcsalád tagja. Hivatalos nyelv Malajziában, Bruneiben, Szingapúrban és Kelet-Timorban. Ezen kívül sok beszélője van Indonéziában, a Fülöp-szigeteken, Thaiföldön és Mianmarban.
Több, egymástól többé-kevésbé különböző nyelvjárása létezik. Indonézia hivatalos nyelve, az indonéz nyelv (Bahasa Indonesia) is a maláj nyelvből alakult ki, annak egy dialektusának is tekinthető.
Nyelvtana és fonetikája meglehetősen egyszerű, könnyen tanulható, ezáltal a gyarmati időkben fontos közvetítőnyelv volt.

## Fordítás
- Ez a szócikk részben vagy egészben  a   Malay language című angol Wikipédia-szócikk fordításán alapul.  Az eredeti cikk szerkesztőit annak laptörténete sorolja fel. Ez a jelzés csupán a megfogalmazás eredetét és a szerzői jogokat jelzi, nem szolgál a cikkben szereplő információk forrásmegjelöléseként.